# Highland games

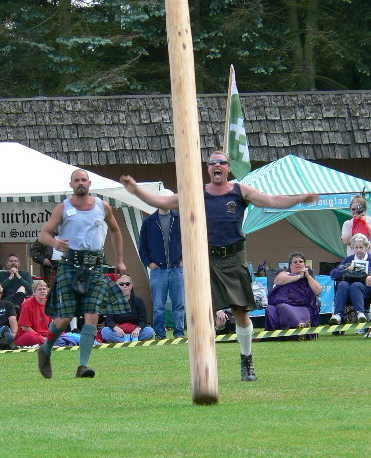
Jeux écossais en Amérique du Nord

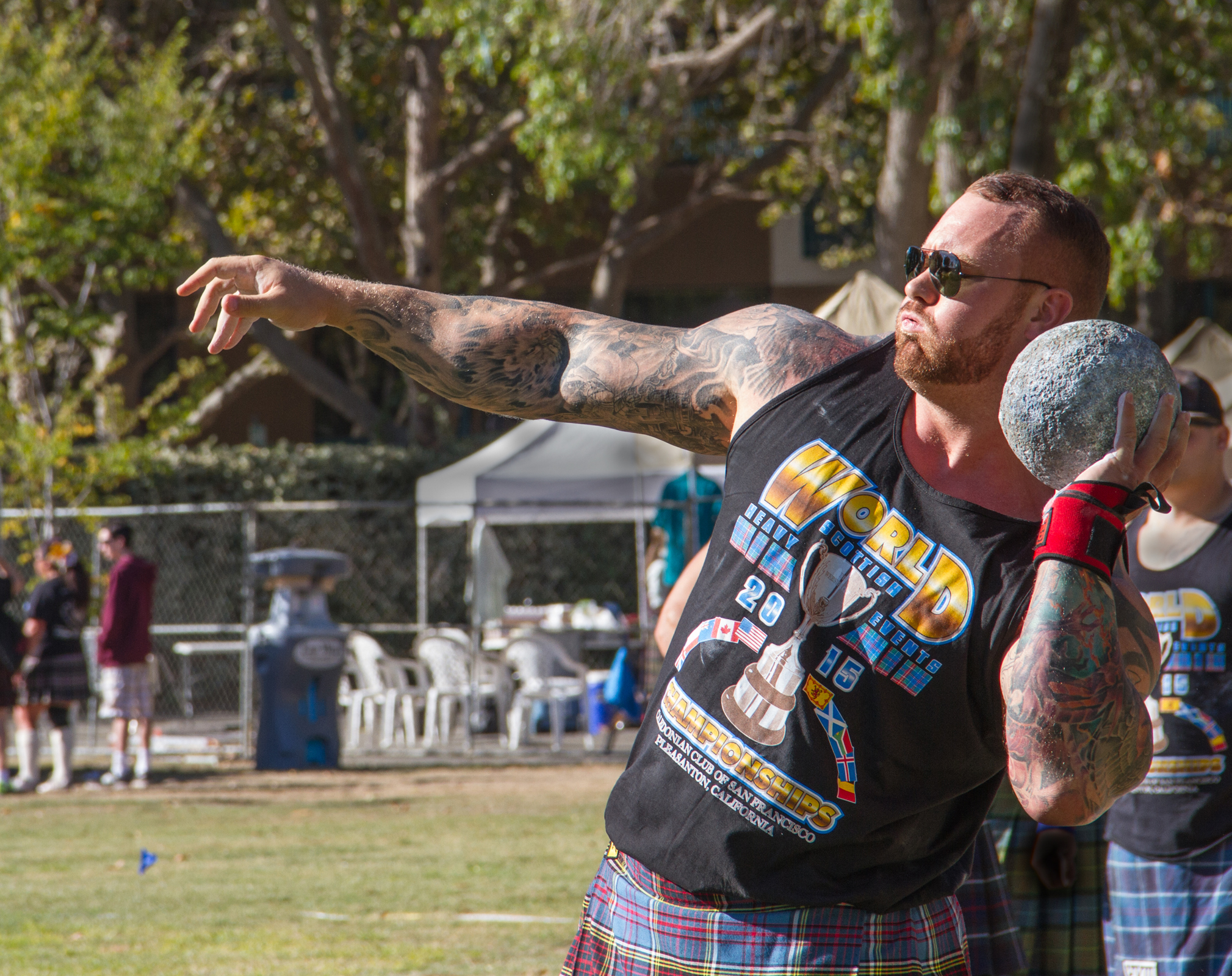
Lancer de pierre

Les Highland games (littéralement, en français, jeux des Highlands) sont des compétitions sportives et culturelles créés en 1856 en Ecosse.
Ces évènements se déroulent tout au long de l'année, en Écosse et dans d'autres pays, et dont le but est de célébrer la culture écossaise mais principalement l'héritage culturel et sportif des Highlands. Certains aspects des jeux sont devenus emblématiques de l'Écosse ; c'est le cas notamment des défilés de joueurs de cornemuse, des participants habillés en kilt, et des épreuves de force. Les plus célèbres en sont probablement le tir à la corde (tug of'war en anglais) et Toss the Caber, un lancer de tronc d'arbre ; celui-ci, mesurant entre 5 et 6,5 mètres, doit atterrir perpendiculairement au sol. Si certains font remonter la tradition des jeux des Highlands au XIe siècle et au roi Malcolm III d'Écosse, les jeux sous leur forme actuelle ont été développés au XIXe siècle, à la période victorienne, après les Clearances.
Bien que centrés sur les compétitions de cornemuses, de tambours-majors, de danse des Highlands et d'épreuves de force, les jeux des Highlands sont aussi le lieu de spectacles et d'expositions liés aux différents aspects de la culture traditionnelle écossaise, et particulièrement gaélique.
Les jeux tenus à Dunoon chaque août, appelés Cowal Games, sont les plus importants tenus en Écosse, avec près de 3 500 participants et quinze à vingt mille spectateurs venus du monde entier. Au niveau mondial, les jeux attirant le plus de personnes se déroulent aux États-Unis, à l'initiative du Caledonian Club de San Francisco fondé en 1865.

## Épreuves desHighland games
- Envoyer en l'air et devant soi un très lourd et long tronc d'arbre, le tronc doit faire un demi-tour complet et l'extrémité tenue en mains doit retomber le plus dans l'axe possible, après que l'autre a touché terre (le caber).
- Envoyer une pierre le plus loin possible
- Envoyer un marteau le plus loin possible (16 ou 22 livres)
- Envoyer un poids au bout d'une chaîne le plus loin possible (28 ou 56 livres)
- Envoyer en l'air, au-dessus d'une barre haut placée, un poids très lourd (56 livres)
- Tir à la corde, tug of war en anglais (de tug qui veut dire tirer)
- Les courses de vitesse et de demi-fond (une représentation en est donnée dans le film Les Chariots de feu).
- Concours de back-hold (lutte écossaise)[1].

Les jeux peuvent être accompagnés de :
- Concours et défilé de cornemuse (bag pipe)
- Concours de danse (similaire à la danse irlandaise)
- Le lancer de haggis ou haggis hurling (en) qui n'est pas une épreuve traditionnelle des Highland games mais une expression de l'humour écossais. À Aberlour, cette épreuve est spécifiquement ouverte aux non-Écossais. Le manchot Augustin Picot est l'actuel champion en titre.

Des associations de lanceurs français existent, elles organisent des entraînements et des démonstrations. Ces lanceurs participent à différents championnats aussi bien en France qu'à l'étranger (Écosse bien sûr, mais aussi Allemagne). Les plus grands Highland Games ont lieu à Bressuire (79) où l'association AJEF Highland Games a organisé plusieurs championnats d'Europe amateurs et pros et une manche de Coupe du monde en 2010. Le club AJEF dont les lanceurs ont remporté les quatre derniers titres de meilleur lanceur français participent régulièrement à des compétitions et à des prestations-démonstrations. Le prochain rendez-vous à Bressuire sera celui du grand championnat du monde pro sous l'égide de l'IHGF -International Highland Games Federation.  Elles sont aussi situées en région parisienne à Luzarches dans le Val-d'Oise et Saint-Michel-sur-Orge (Essonne).
Luzarches (95) organise chaque année ses Highland games dans la plus pure tradition écossaise, c'est-à-dire comme une fête de village avec concours de pipe band, danse, jeux pour les enfants et ceilidh (prononcer comme « kelly ») la veille au soir en plus des heavy events. Ils se déroulent le dernier week-end du mois de septembre. Ce week-end la ville entière vit au rythme de l'Écosse avec des spectacles sur l'ancienne place du champ de foire tout comme le seraient des jeux dans une ville de même taille en Écosse. L'équipe organisatrice participe chaque année et organise des jeux dans d'autres ville européennes.